# Augustea SpA
Augustea SpA es una empresa de navegación tradicional de Nápoles, Italia fundada en 1629.

## Historia
Cronología básica:
- En 1629 Pietro Antonio Cafiero creó un fondo de ayuda mutua Monte della S.S. Annunziata dei Cafiero, que rescataba a los marineros secuestrados por piratas berberiscos.
- Actualmente, el Grupo Augustea emplea a unas 630 personas que trabajan en los 50 buques, remolcadores y barcazas de la empresa y controla otros 24 buques oceánicos.
- La flota de Augustea cumple plenamente el Código Internacional de Gestión de la Seguridad.
- El Grupo Augustea logró la acreditación ISO 9001 y ISO 14000.